# Unica Bachmann-Calcoen
Unica Bachmann-Calcoen (* 3. März 1904 in Roermond, Niederlande; † 13. August 1986 in Kiel) war eine niederländisch-deutsche Porträt- und Tiermalerin.

## Leben
Unica Bachmann-Calcoen studierte von 1922 bis 1924 an der Rijksakademie van beeldende kunsten in Amsterdam und wurde anschließend die Schülerin von Marie de Jonge (1872–1951) in Laren und von 1924 bis 1928 von Martin Monnickendam (1874–1943) in Amsterdam.
Nach einer Studienreise, die sie 1928 nach Italien unternahm, besuchte sie 1929 in Paris das Atelier Grande Chaumière und das von André Lhote. Weitere Studienaufenthalte führten sie nach Florenz, München, Amsterdam und nach Oberstdorf im Allgäu.
Sie war einige Zeit als Malerin in  Eefde bei Zutphen tätig, wurde dann jedoch nach ihrer Hochzeit in Kiel ansässig; allerdings wurden ihre Wohnung und ihr Atelier 1944 durch Bombentreffer zerstört.
Ihre bevorzugten Themen wurden die Porträt- und Landschaftsmalerei und besonders Tierdarstellungen mit Pferden und Reiterszenen sowie freie Kompositionen. Einem realistischen Malstil verpflichtet, bevorzugte sie eine lockere Malweise mit verdichteter Komposition.
Unica Calcoen war seit 1935 mit dem Rechtsanwalt Otto Bachmann verheiratet.

## Ausstellungen (Auswahl)
- 1937: Ausstellung Kunstschaffen in Kiel in der Kunsthalle zu Kiel
- 1947: Ausstellung des Künstlerbundes Schleswig-Holstein
- 1955–1960: Teilnahme an den Landesschauen Schleswig-Holsteinischer Künstler
- 1959: Gemeinschaftsausstellungen im Musée d’art moderne de la Ville de Paris
- 1959: Ausstellung der Malerinnen und Bildhauerinnen im Landeshaus Kiel
- 1967: Einzelausstellung im Textilmuseum Neumünster
- 1975: Ausstellungen ... bis Jahrgang 1905 und Tiere des Bundesverbands Bildender Künstlerinnen und Künstler
- 1985: Ausstellung in der Galerie im Hof Akkerboom in Kiel
- Ausstellung der Gruppe 52 in Schleswig
- weitere Ausstellungen in Bremerhaven, Amsterdam, im Museum Wiesbaden und in Hamburg

## Werke (Auswahl)
- Jahrmarkt auf dem Lande. 1925.
- Blumenstilleben. 1953.
- Kulturamt Kiel.
- Stadtgalerie Kiel.
- Baustelle an der Ecke Holstenstrasse im Stadtmuseum Kiel.